# Córregos
Córregos è uno dei distretti del comune di Conceição do Mato Dentro, in Brasile, istituito con la legge provinciale nº 2.420 del 5 novembre 1877.

## Storia
È il più antico distretto di Conceição do Mato Dentro, che, come la maggior parte dei vecchi nuclei coloniali del Minas Gerais, nacque e si sviluppò attorno all'estrazione dell'oro. 
Tra i suoi punti di riferimento è la cappella di Senhor dos Passos, che sorge in cima alla collina.